# 삼각군
군론과 기하학에서 삼각군(三角群, 영어: triangle group)은 음 또는 양 또는 0의 곡률을 갖는 평면에서, 삼각형을 이루는 세 개의 직선에 대한 반사들로 생성되는 군이다.

## 정의
다음이 주어졌다고 하자.
- 2 이상의 세 수 {\displaystyle l,m,n\in \{2,3,4,\dotsc ,\infty \}}.

{\displaystyle (l,m,n)}-삼각군 {\displaystyle \triangle (l,m,n)}은 군이며, 다음과 같이 두 가지로 정의될 수 있다.
- 대수적으로, 삼각군은 콕서터 군의 일종이다.
- 기하학적으로, 삼각군은 어떤 평면의 삼각형 테셀레이션을 정의하는 대칭군이다.

세 정수 {\displaystyle (l,m,n)}의 순열을 취해도 서로 동형인 군을 얻는다. 따라서, 보통 {\displaystyle l\leq m\leq n}인 순서로 배열한다.

### 대수적 정의
{\displaystyle (l,m,n)}-삼각군 {\displaystyle \triangle (l,m,n)}은 다음과 같은 표시를 갖는 콕서터 군이다.
{\displaystyle \triangle (l,m,n)=\langle a,b,c|a^{2}=b^{2}=c^{2}=(ab)^{l}=(bc)^{m}=(ca)^{n}=1\rangle }
여기서, {\displaystyle l} 또는 {\displaystyle m} 또는 {\displaystyle n}이 ∞라면, 해당 관계를 생략하는 것으로 처리한다. 예를 들어,
{\displaystyle \triangle (l,m,\infty )=\langle a,b,c|a^{2}=b^{2}=c^{2}=(ab)^{l}=(bc)^{m}=1\rangle }
이다.

### 기하학적 정의
{\displaystyle X}를 다음과 같이 정의하자.
- 만약 {\displaystyle 1/l+1/m+1/n<1}라면, {\displaystyle X}는 쌍곡 평면 {\displaystyle \mathbb {H} ^{2}}이다.
- 만약 {\displaystyle 1/l+1/m+1/n=1}라면, {\displaystyle X}는 유클리드 평면 {\displaystyle \mathbb {R} ^{2}}이다.
- 만약 {\displaystyle 1/l+1/m+1/n>1}라면, {\displaystyle X}는 실수 사영 평면 {\displaystyle \operatorname {\mathbb {RP} } ^{2}}이다.

이 경우, {\displaystyle X} 위에, 세 각이 각각 {\displaystyle (\pi /l,\pi /m,\pi /n)} 라디안인 삼각형을 그릴 수 있다. (여기서 {\displaystyle \pi /\infty =0}이다.) 이 삼각형의 세 변을 축으로 하는 반사들로 생성되는 군을 {\displaystyle (l,m,n)}-삼각군이라고 한다. 이에 따라, 예를 들어 만약 {\displaystyle 1/l+1/m+1/n=1}라면 삼각군 {\displaystyle \triangle (l,m,n)}은 2차원 유클리드 군
{\displaystyle \operatorname {IO} (2;\mathbb {R} )=\mathbb {R} ^{2}\rtimes \operatorname {O} (2;\mathbb {R} )}
의 부분군이 된다.
쌍곡 평면에서는 세 각 가운데 일부가 0인 삼각형이 존재한다. 유클리드 평면에서, 각이 {\displaystyle (\pi /2,\pi /2,0)}으로 이루어진 “삼각형”은 무한한 넓이의 도형, 예를 들어
{\displaystyle \{(x,y)\colon x\geq 0,0\leq y\leq 1\}}
이다.

### 폰 뒤크 군
폰 뒤크 군(von Dyck群, 영어: von Dyck group) {\displaystyle \operatorname {D} (l,m,n)\leq \triangle (l,m,n)}은 {\displaystyle (l,m,n)}-삼각군 {\displaystyle \triangle (l,m,n)}의, 다음과 같은 부분군이다.
- 대수적 정의: {\displaystyle (l,m,n)}-삼각군 {\displaystyle \triangle (l,m,n)=\langle a,b,c|a^{2}=b^{2}=c^{2}=(ab)^{l}=(bc)^{m}=(ca)^{n}=1\rangle }의 원소들 가운데, 짝수 개의 생성원 {\displaystyle (a,b,c)}로 생성되는 원소들의 군이다. 즉, {\displaystyle (x,y)=(ab,bc)}로 놓으면, {\displaystyle \operatorname {D} (l,m,n)=\langle x,y|x^{l}=y^{m}=(xy)^{n}=1\rangle }이다.

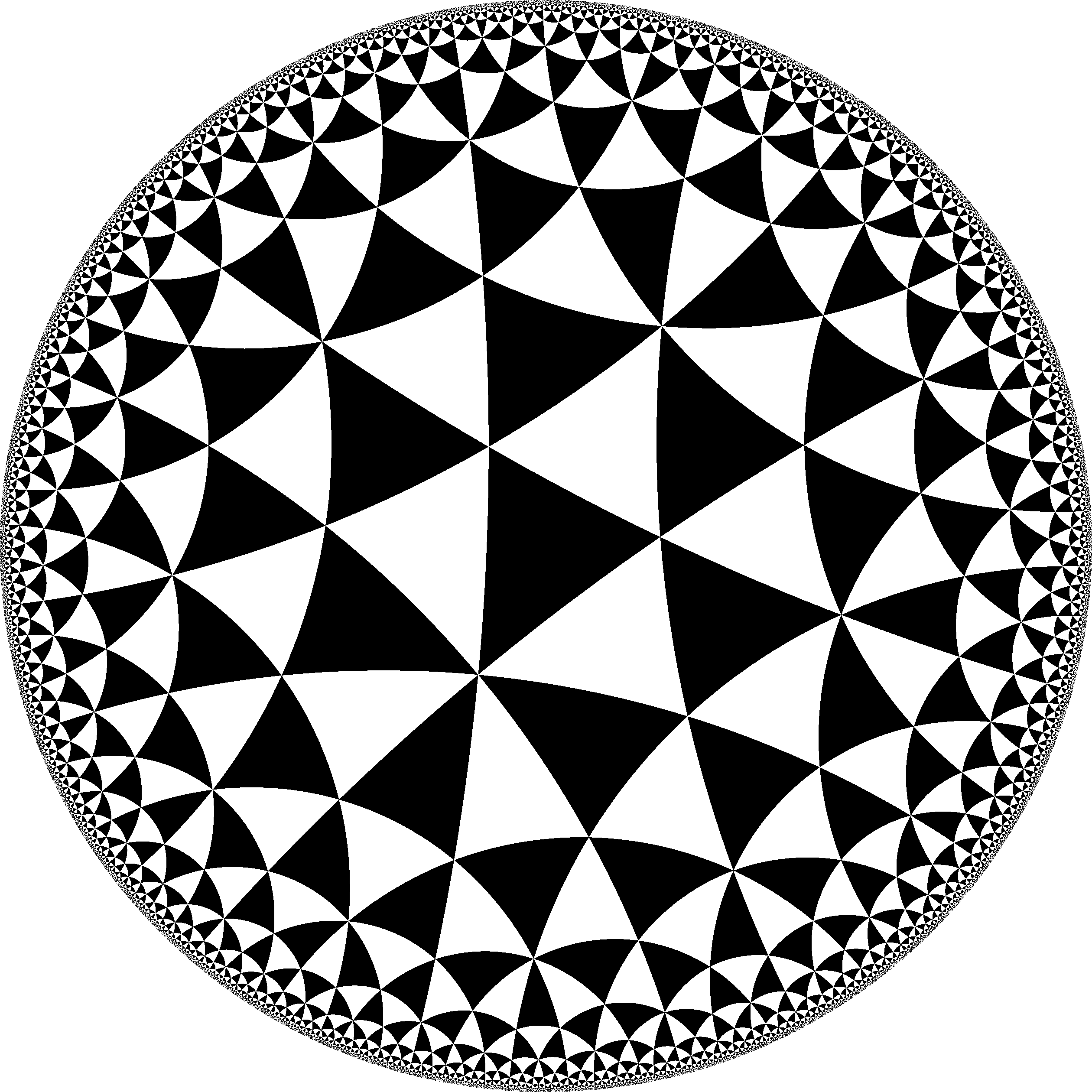
기하학적 정의: {\displaystyle (l,m,n)}-삼각군 {\displaystyle \triangle (l,m,n)} 가운데, 국소적으로 방향을 보존하는 것이다. (가향 다양체인 쌍곡 평면 및 유클리드 평면의 경우, 이는 대역적으로 방향을 보존하는 것이지만, 실수 사영 평면은 가향 다양체가 아니므로 대역적인 방향의 개념이 존재하지 않는다.)
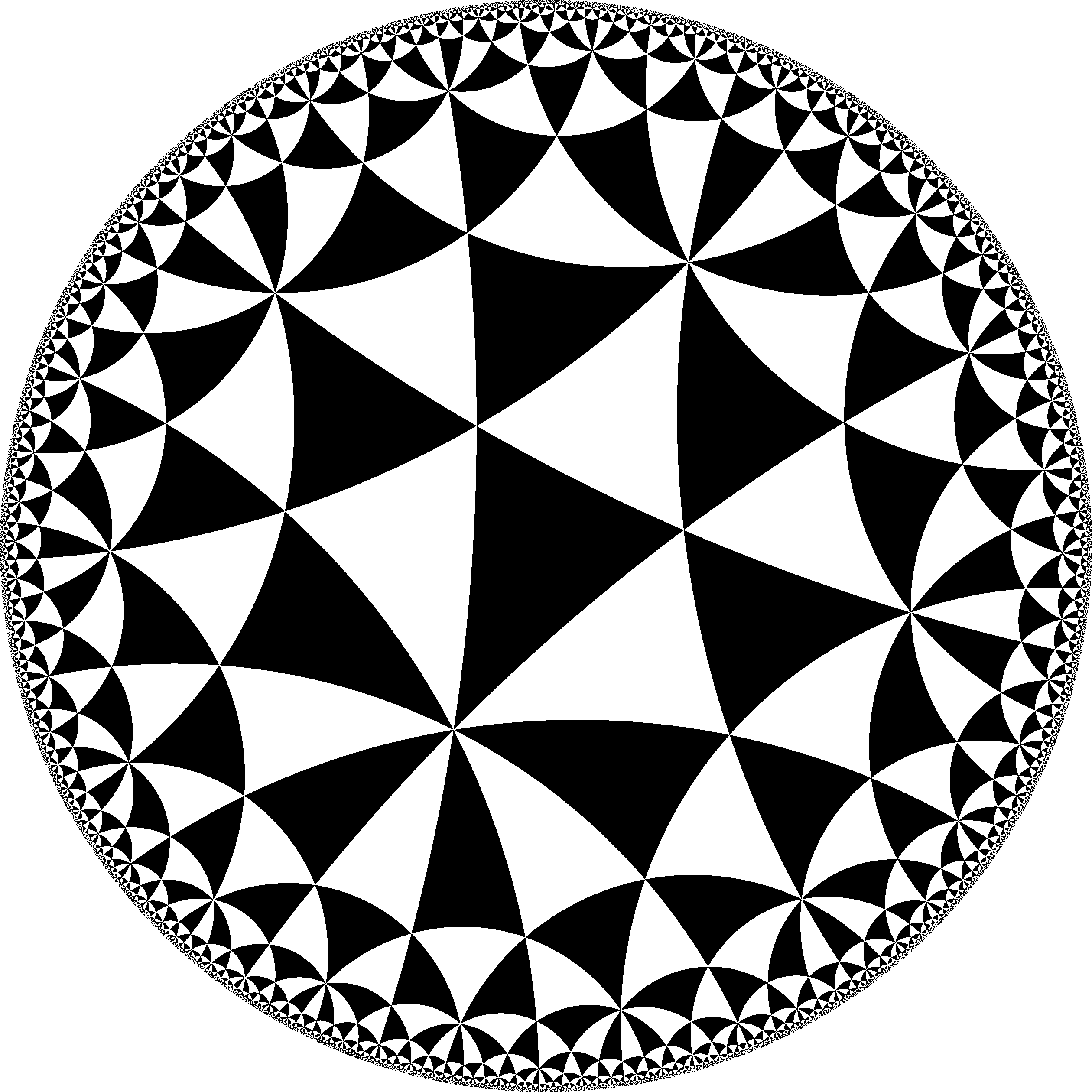
(3,3,5)-삼각군
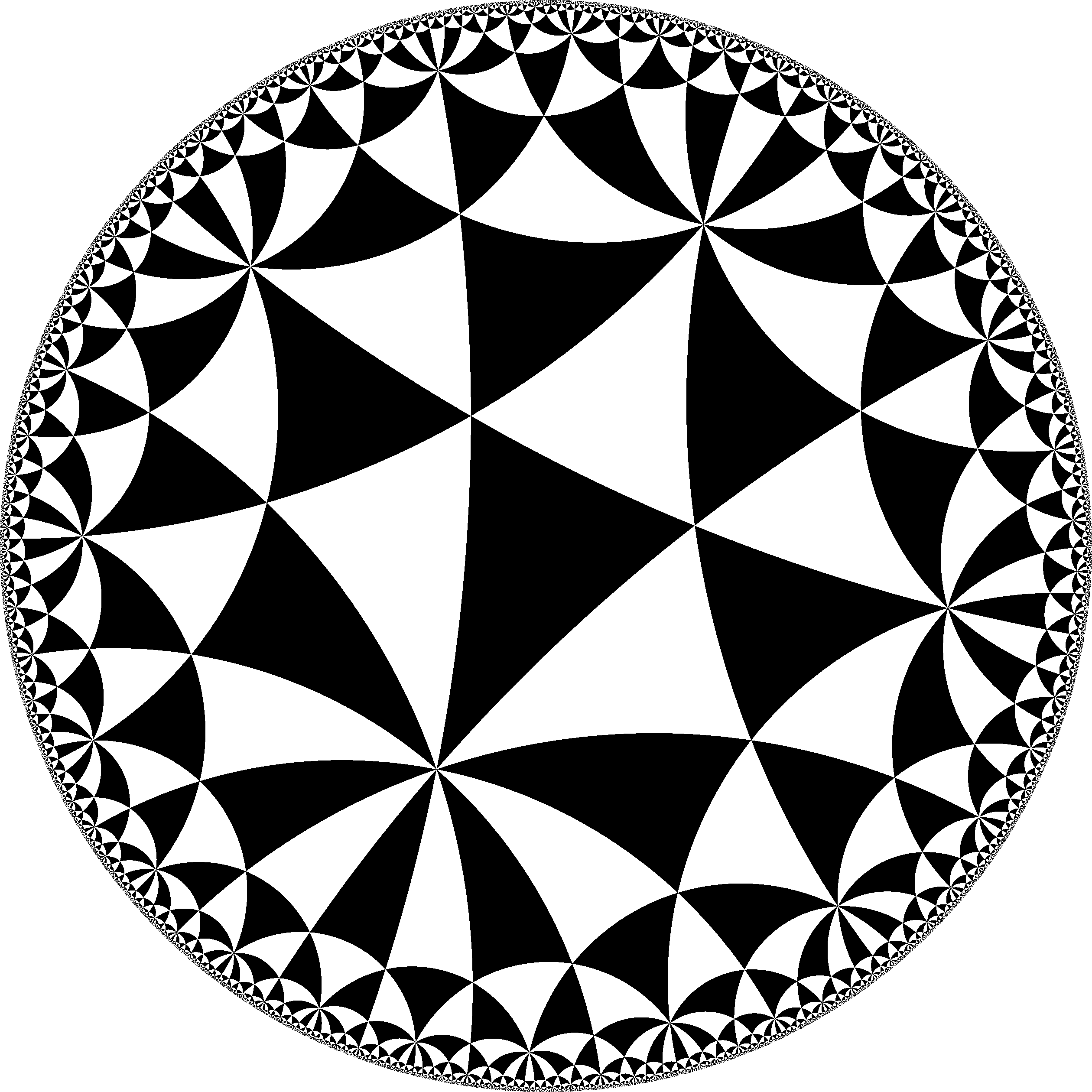
(3,3,6)-삼각군
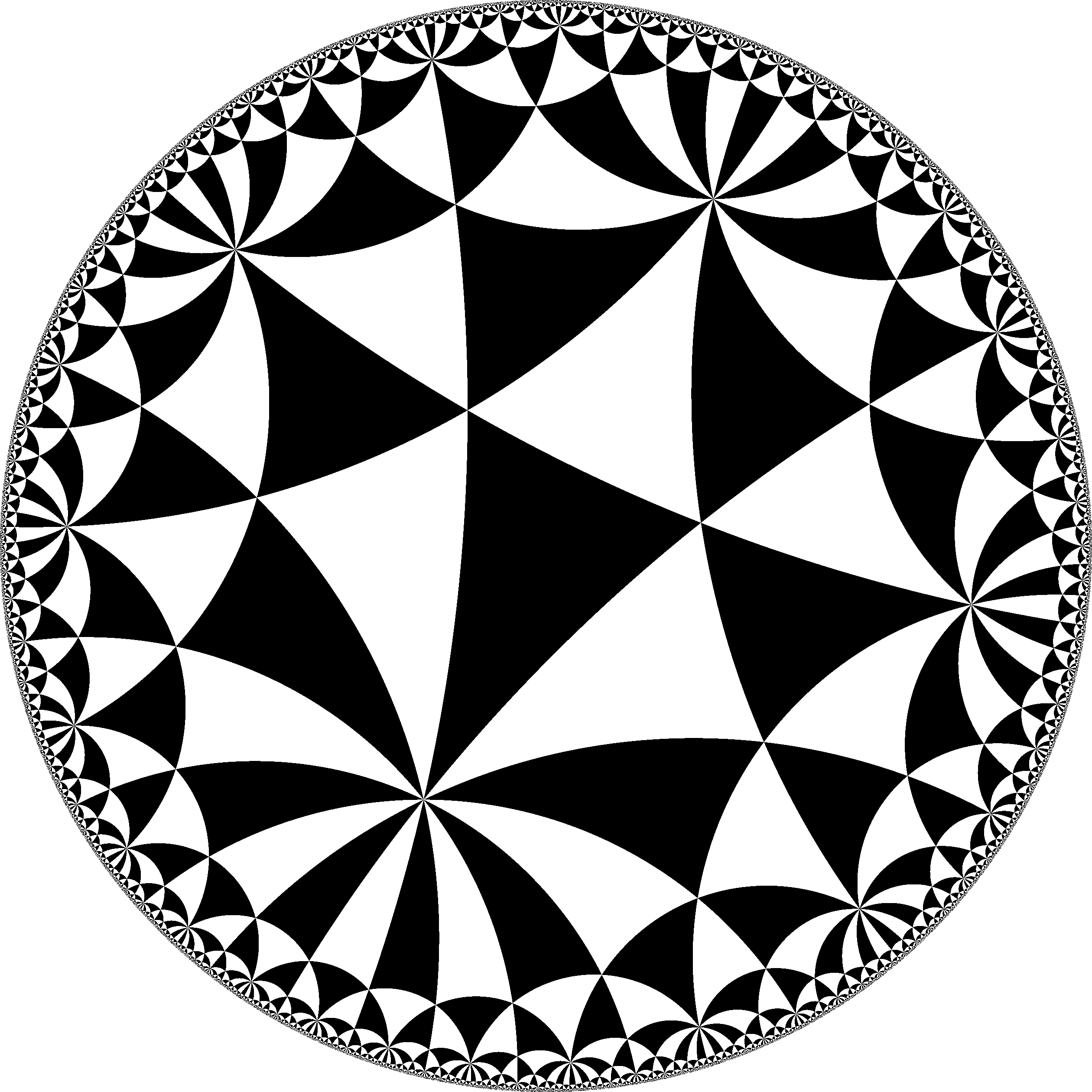
(3,3,7)-삼각군
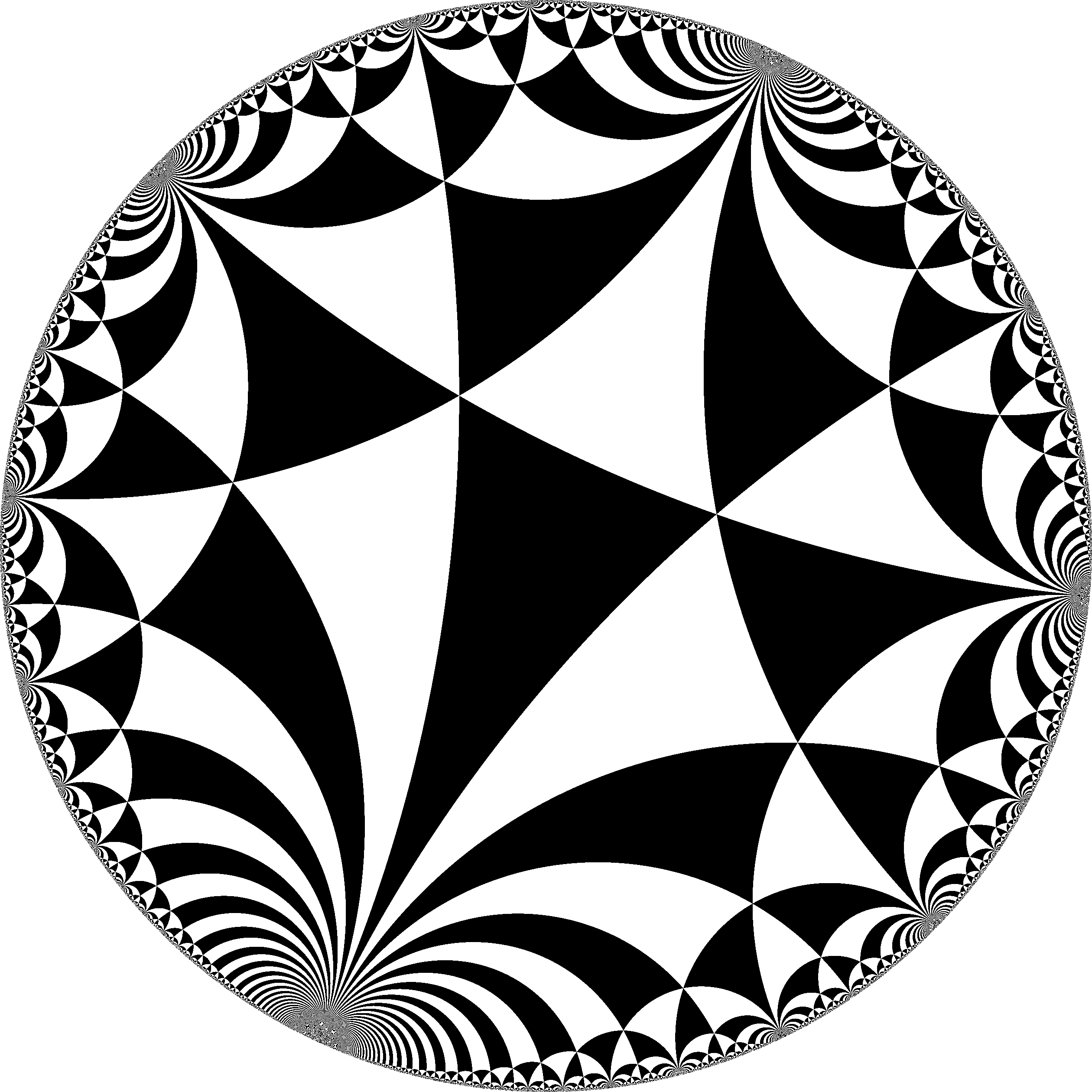
(3,3,∞)-삼각군

## 성질
삼각군 {\displaystyle \triangle (l,m,n)}이 유한군일 필요 충분 조건은 구형인 경우, 즉 {\displaystyle 1/l+1/m+1/n>1}인 것이다. 이는 쌍곡 평면이나 유클리드 평면과 달리, 실수 사영 평면은 콤팩트 공간이기 때문이다.
쌍곡 폰 뒤크 군은 푹스 군이다.

## 분류

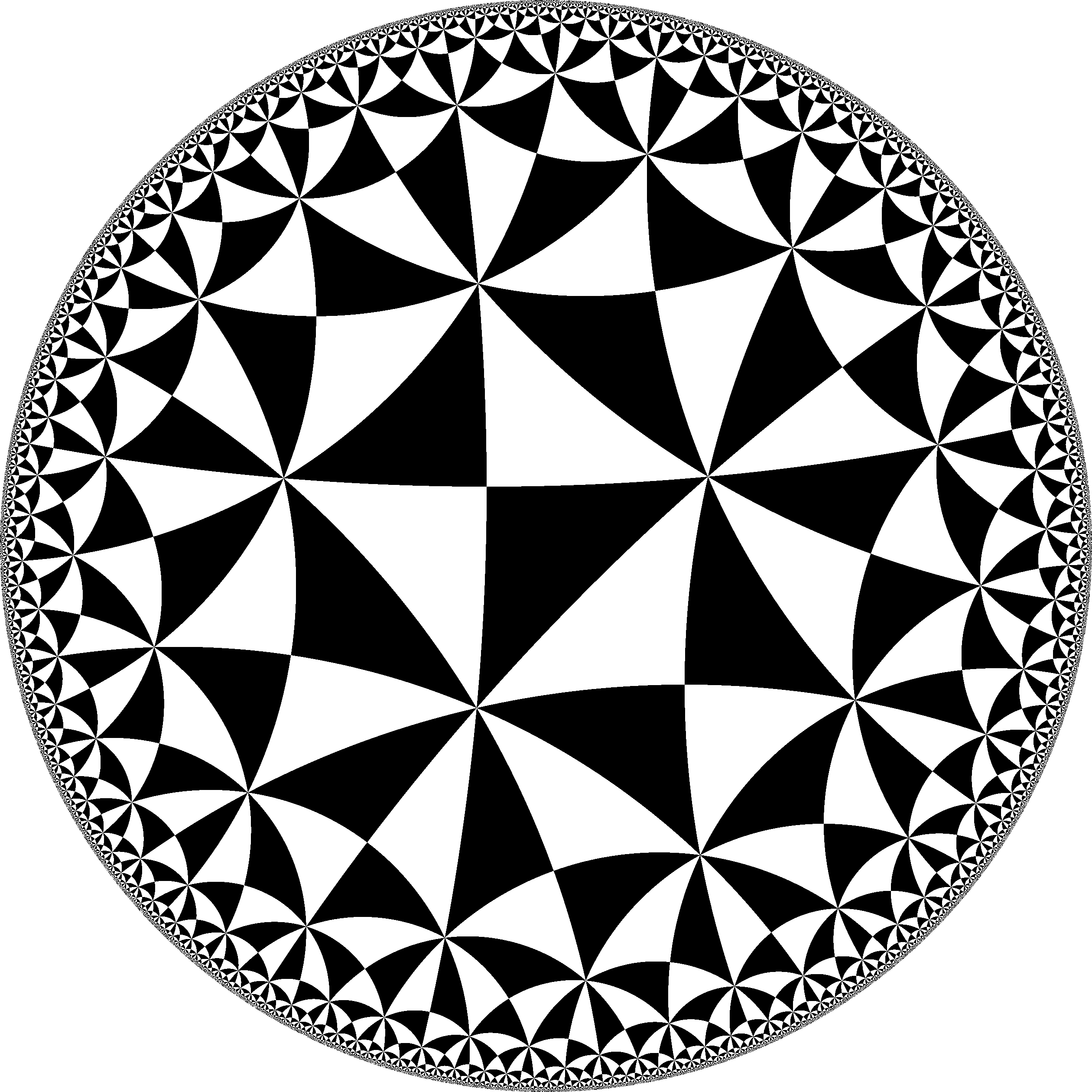
(2,5,5)-삼각군
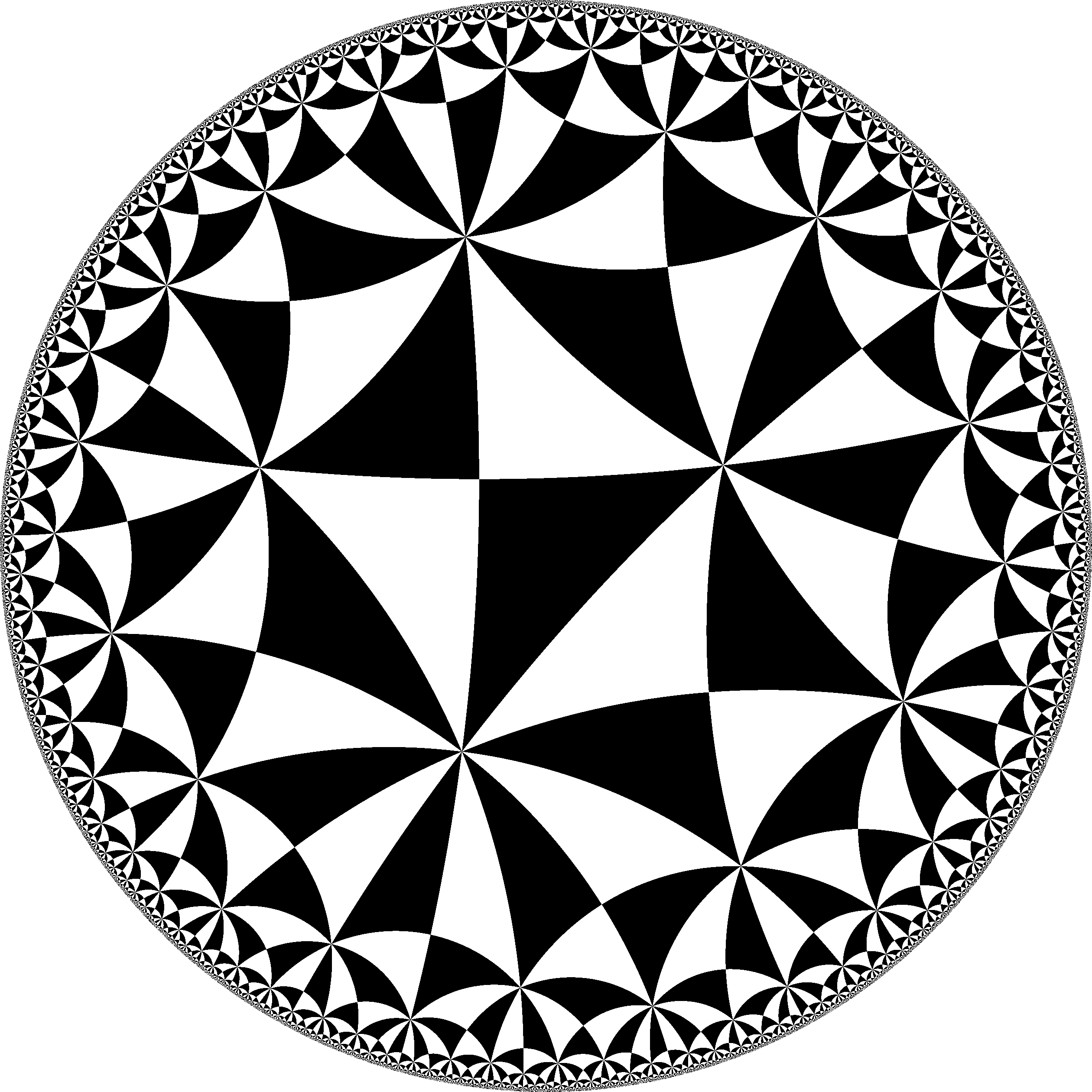
(2,5,6)-삼각군
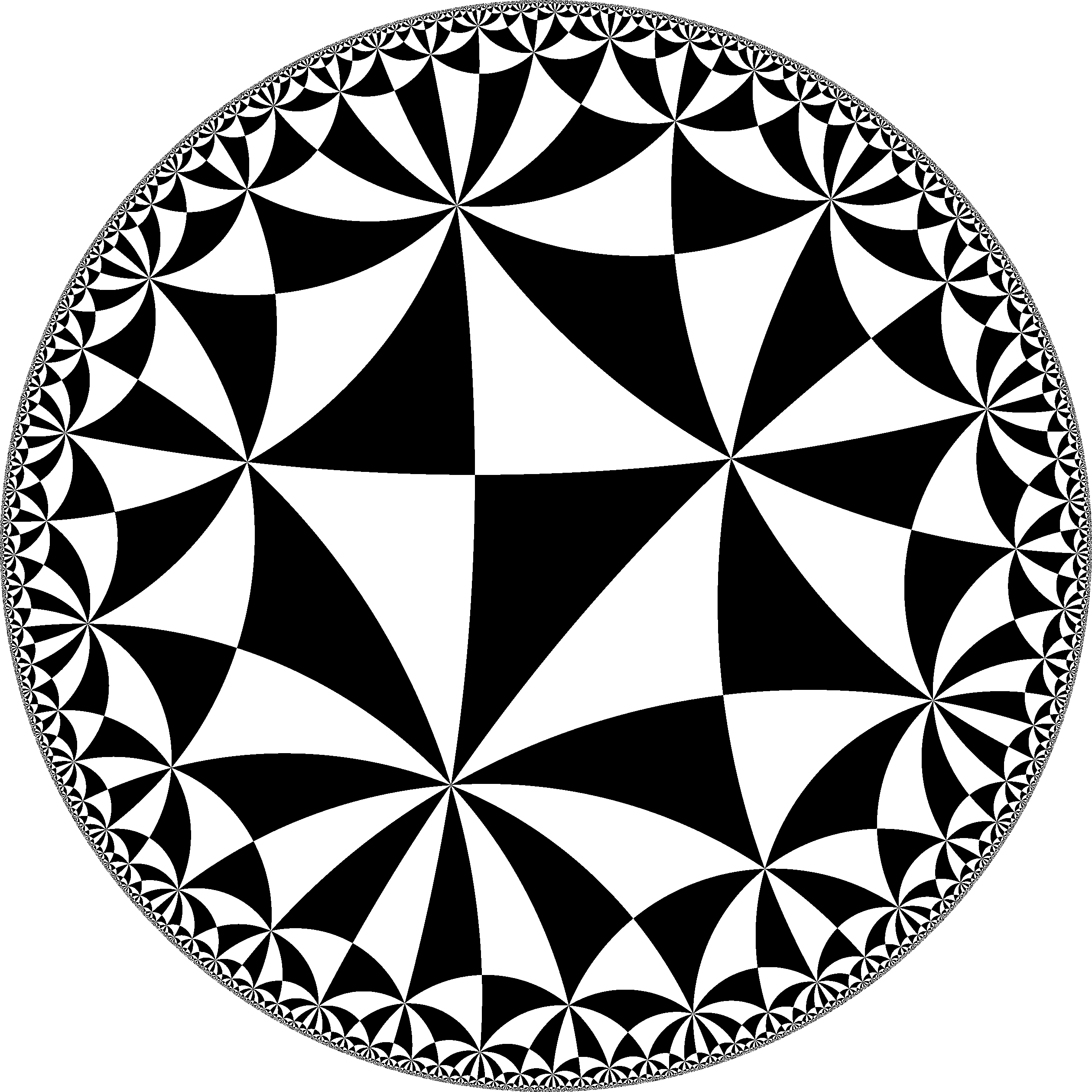
(2,5,7)-삼각군

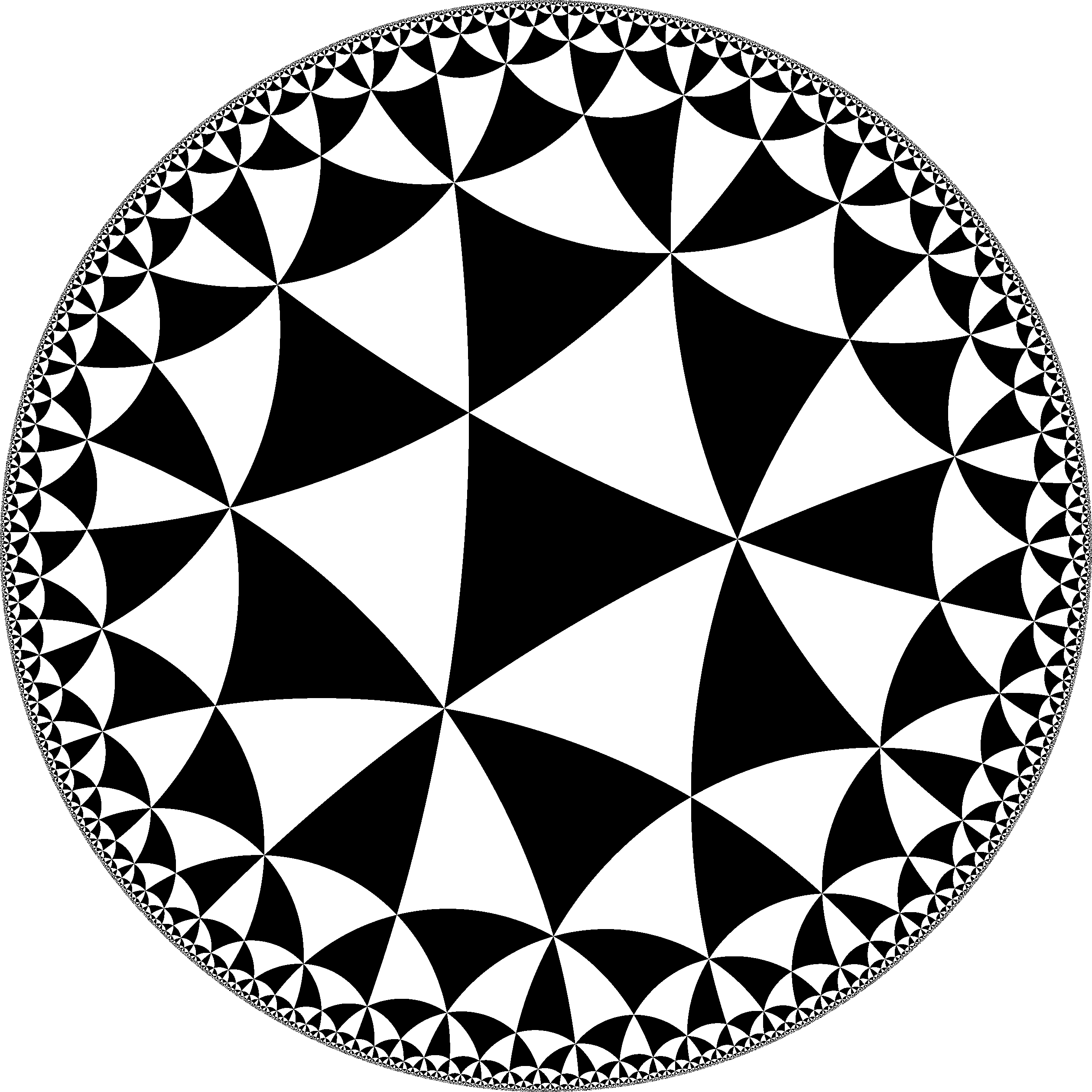
(3,4,4)-삼각군
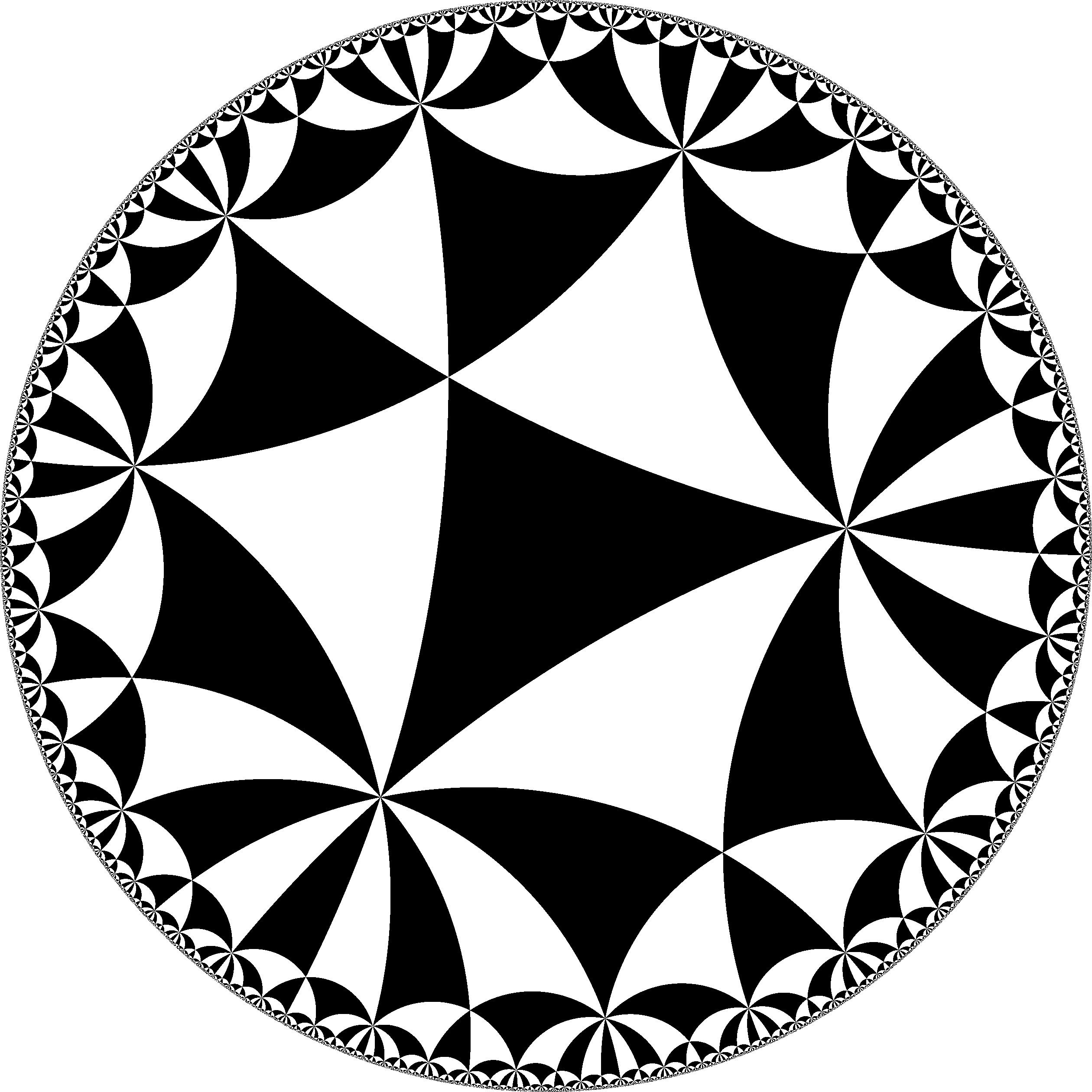
(3,6,6)-삼각군
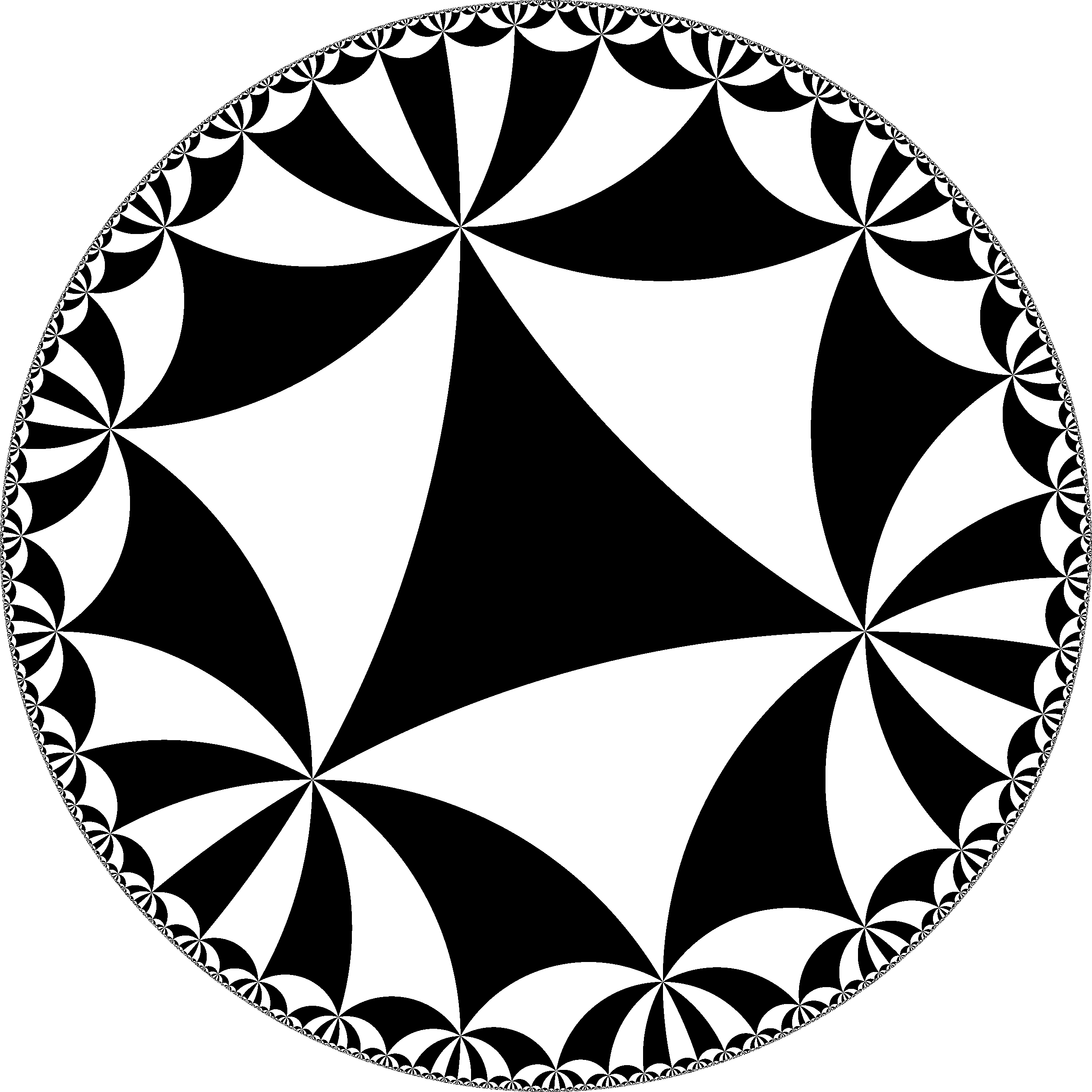
(6,6,6)-삼각군
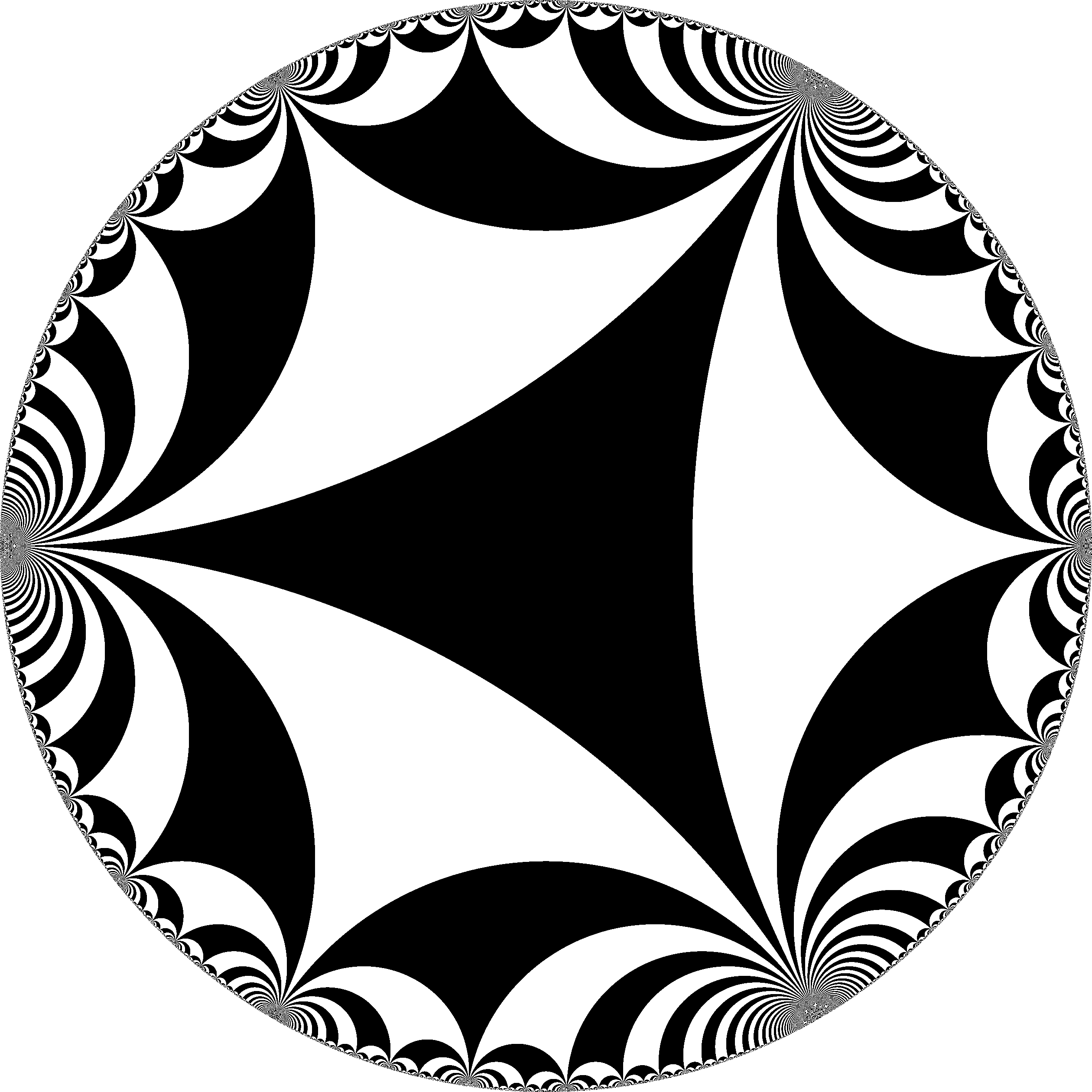
(∞,∞,∞)-삼각군

구형 삼각군, 즉 {\displaystyle 1/l+1/m+1/n>1}인 경우의 목록은 다음과 같다.

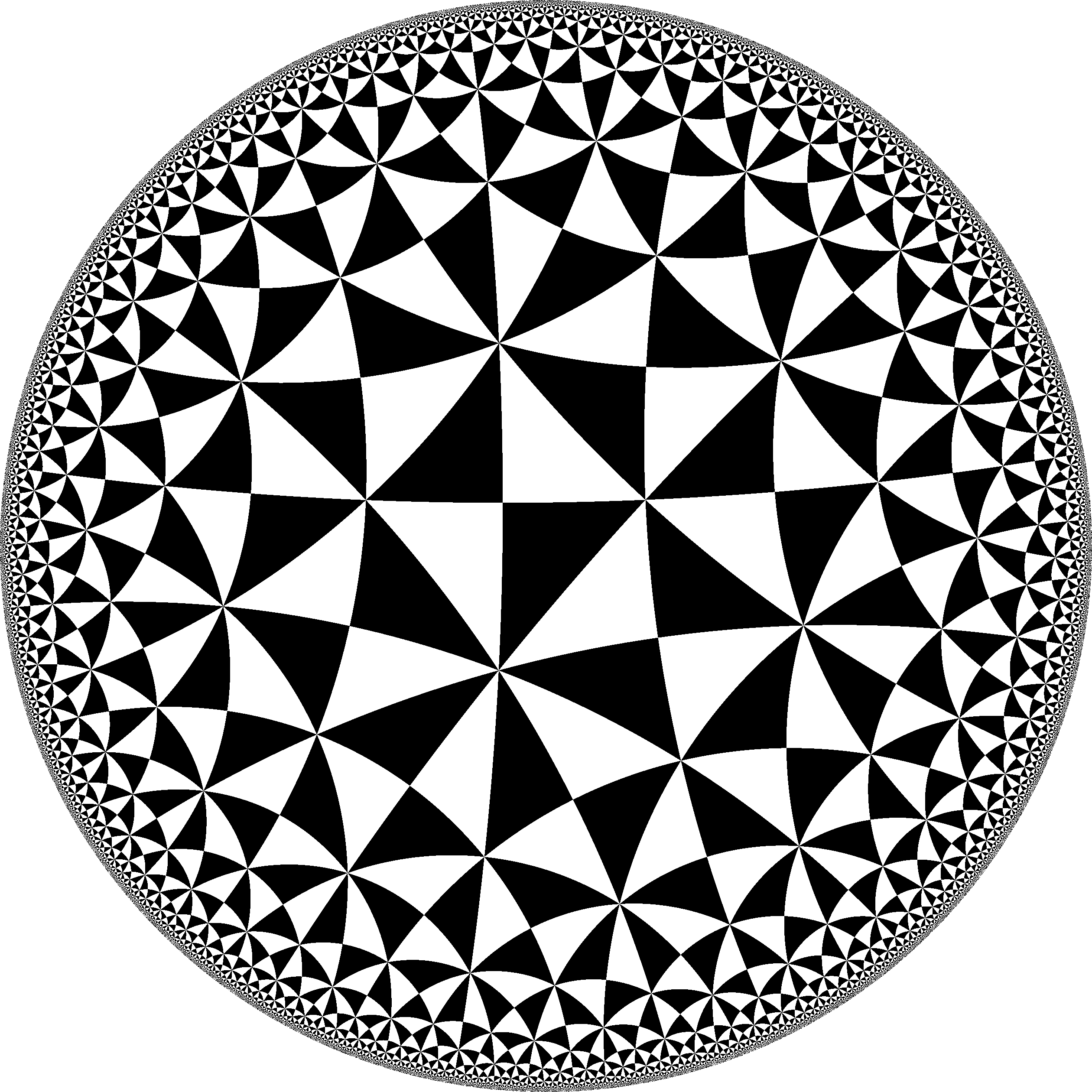
{\displaystyle (2,2,n)}, {\displaystyle n=2,3,4,\dotsc }
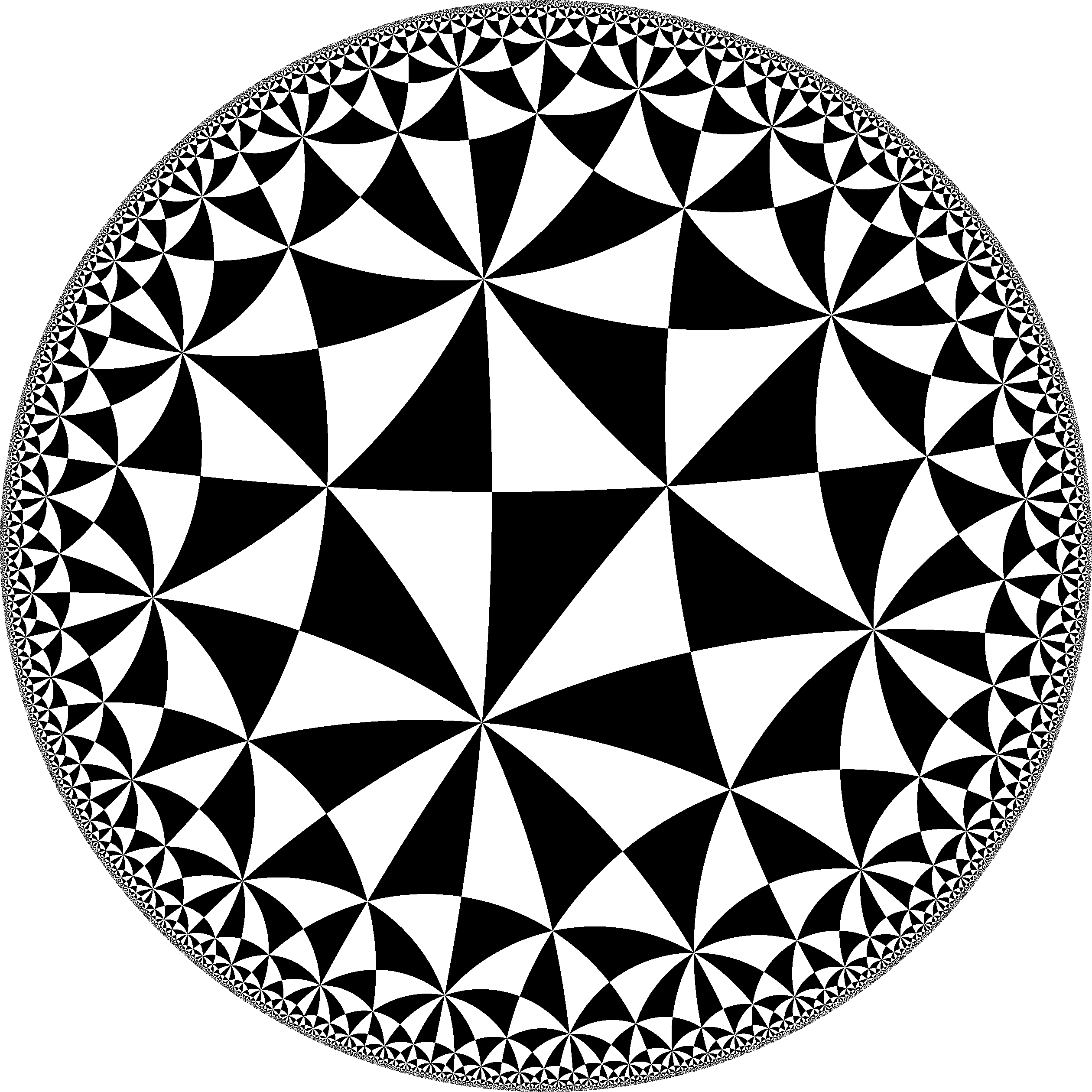
{\displaystyle (2,3,3)}. 이는 정사면체의 대칭군이다.
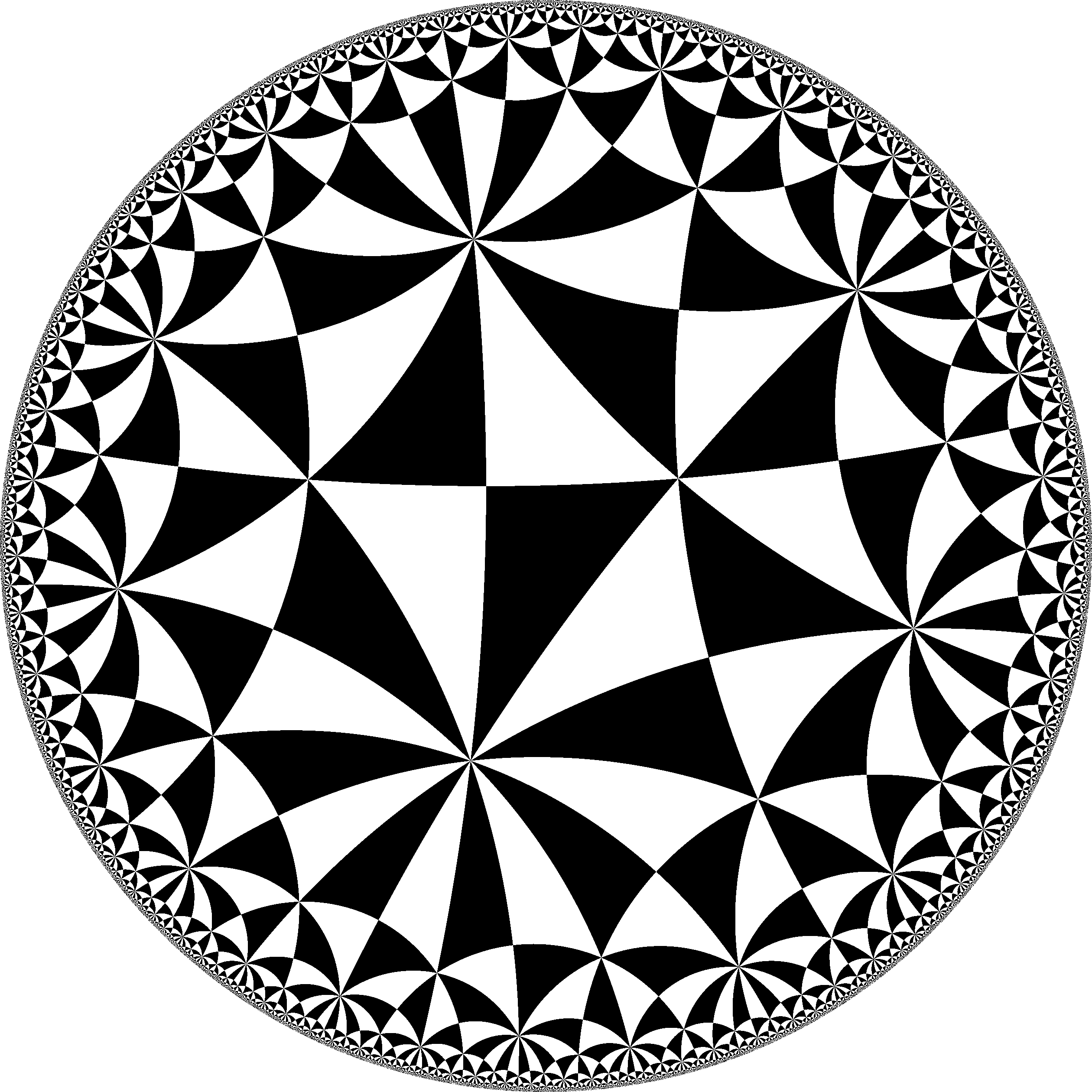
{\displaystyle (2,3,4)}. 이는 정육면체 및 정팔면체의 대칭군이다.
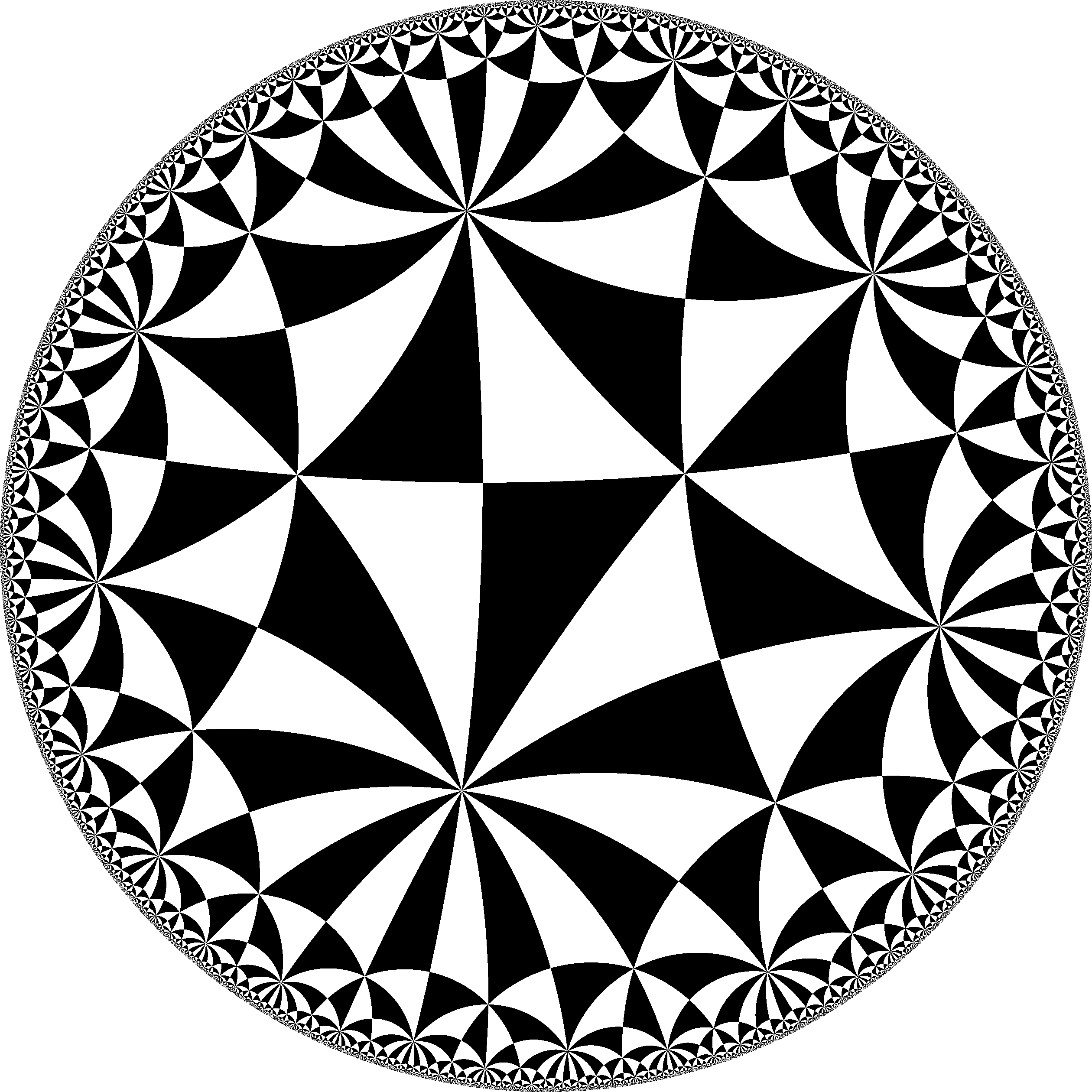
{\displaystyle (2,3,5)}. 이는 정십이면체 및 정이십면체의 대칭군이다.
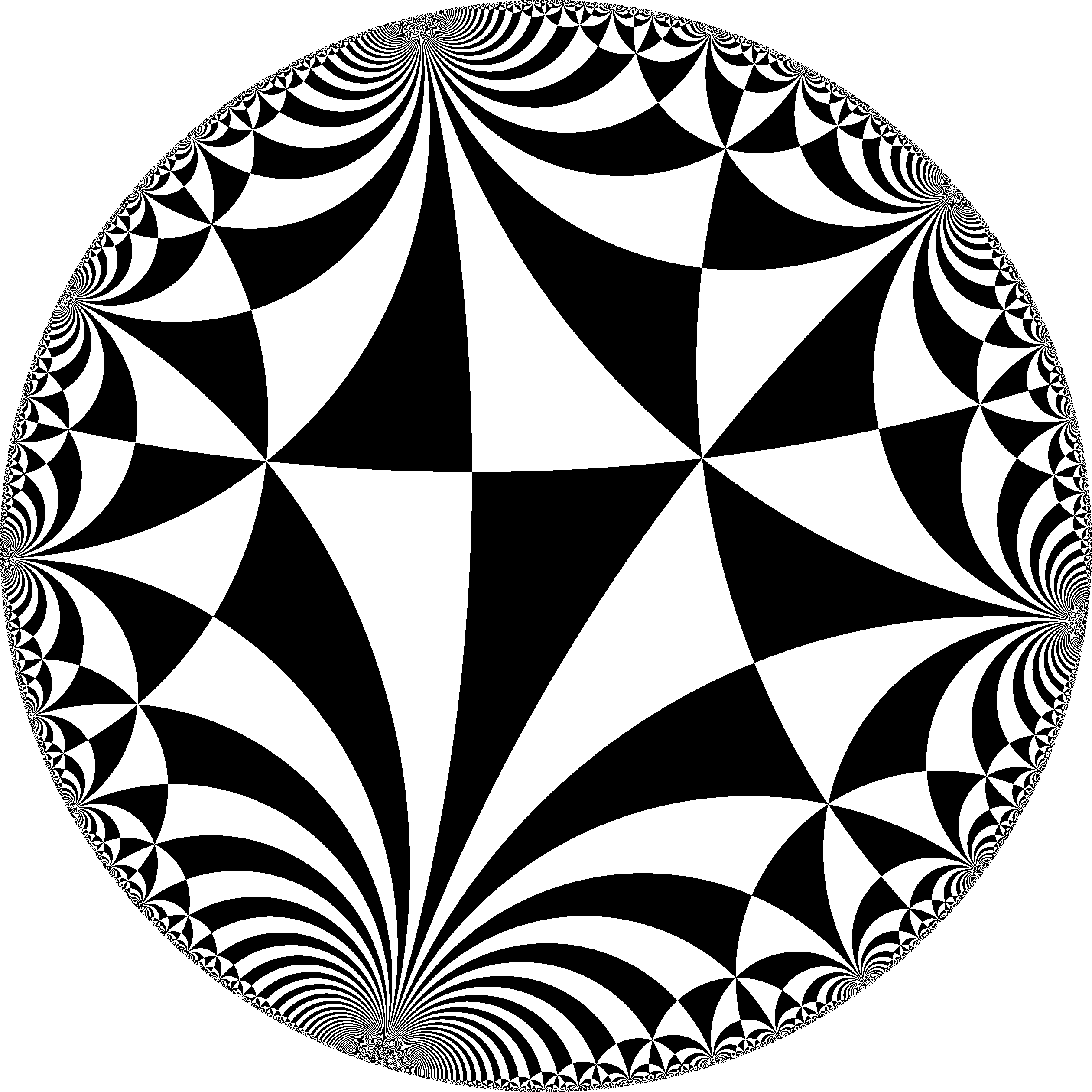
(2,4,∞)-삼각군

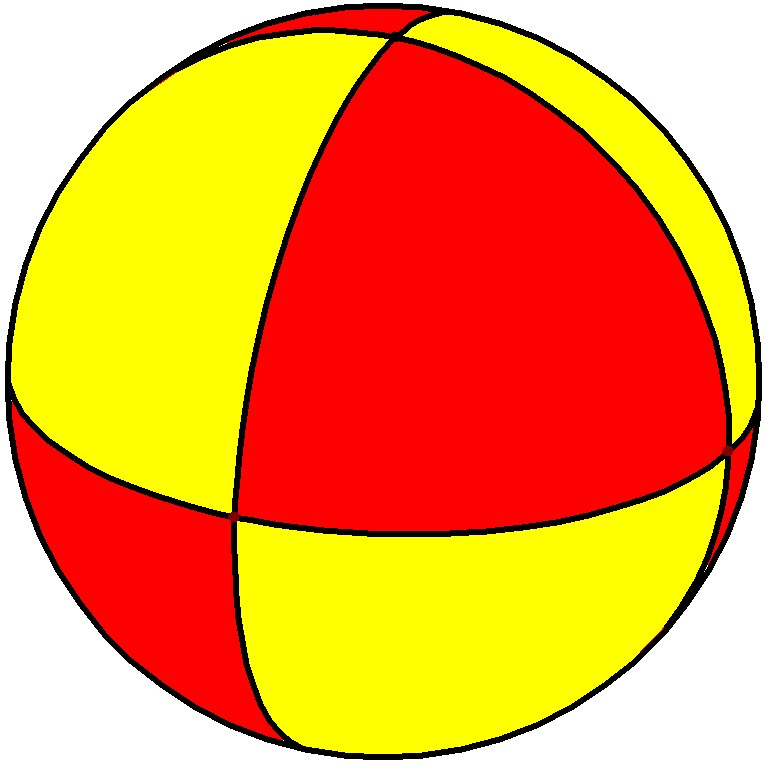
(2,2,2)-삼각군
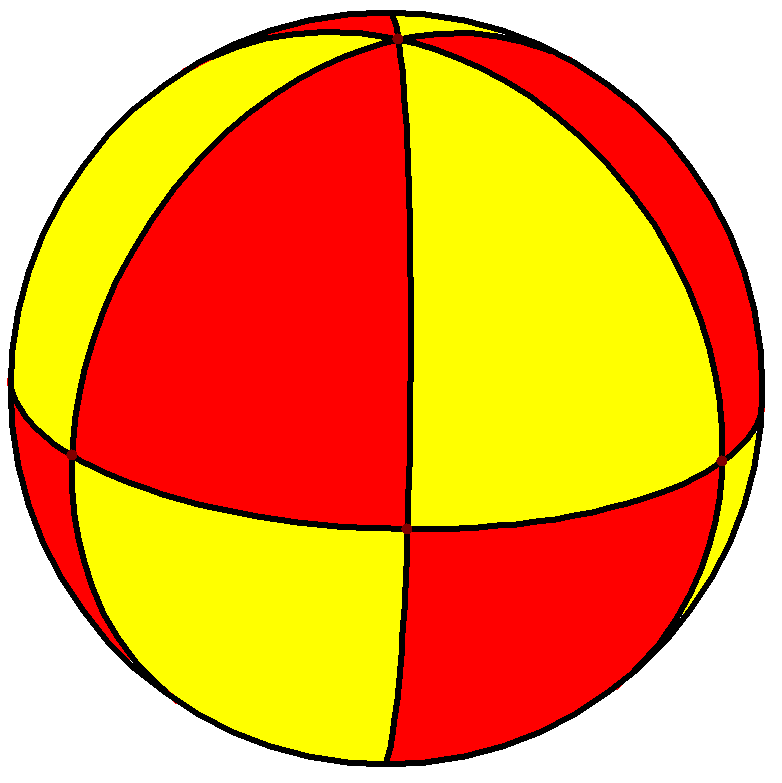
(2,2,3)-삼각군
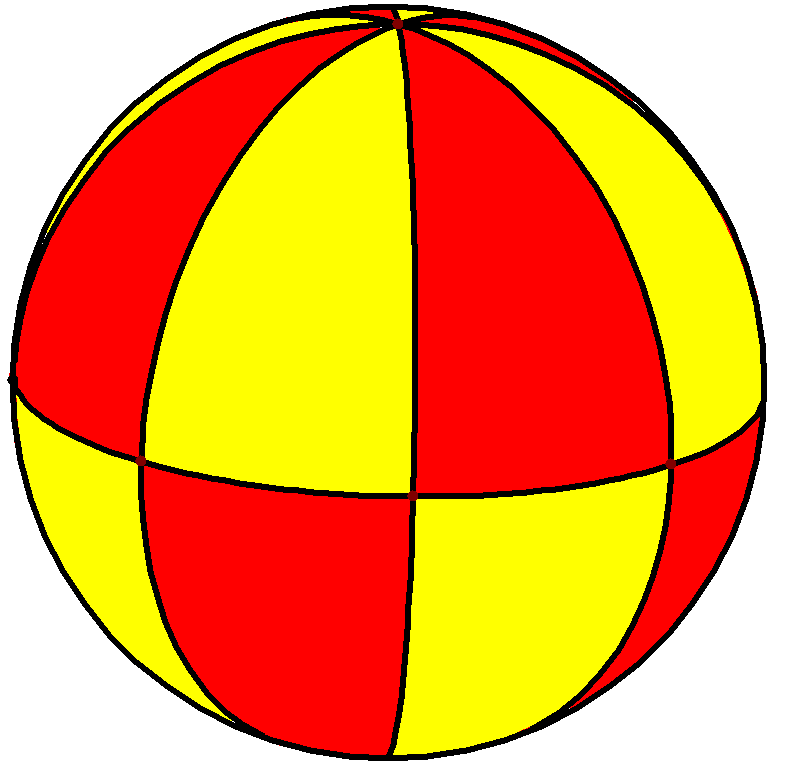
(2,2,4)-삼각군
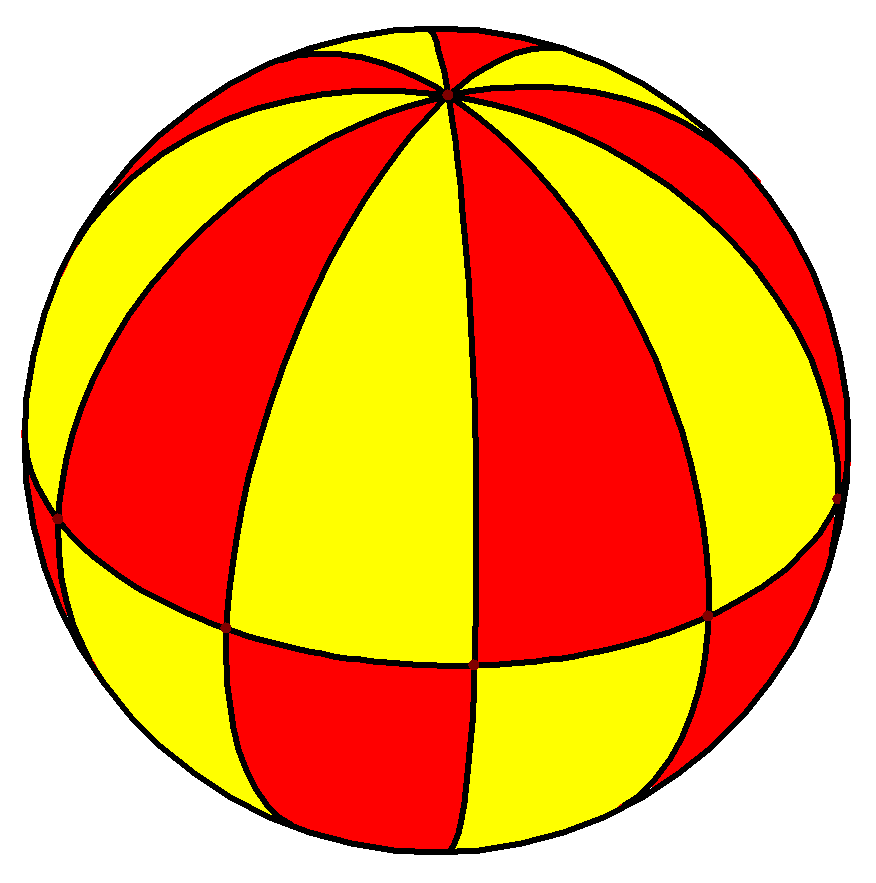
(2,2,5)-삼각군
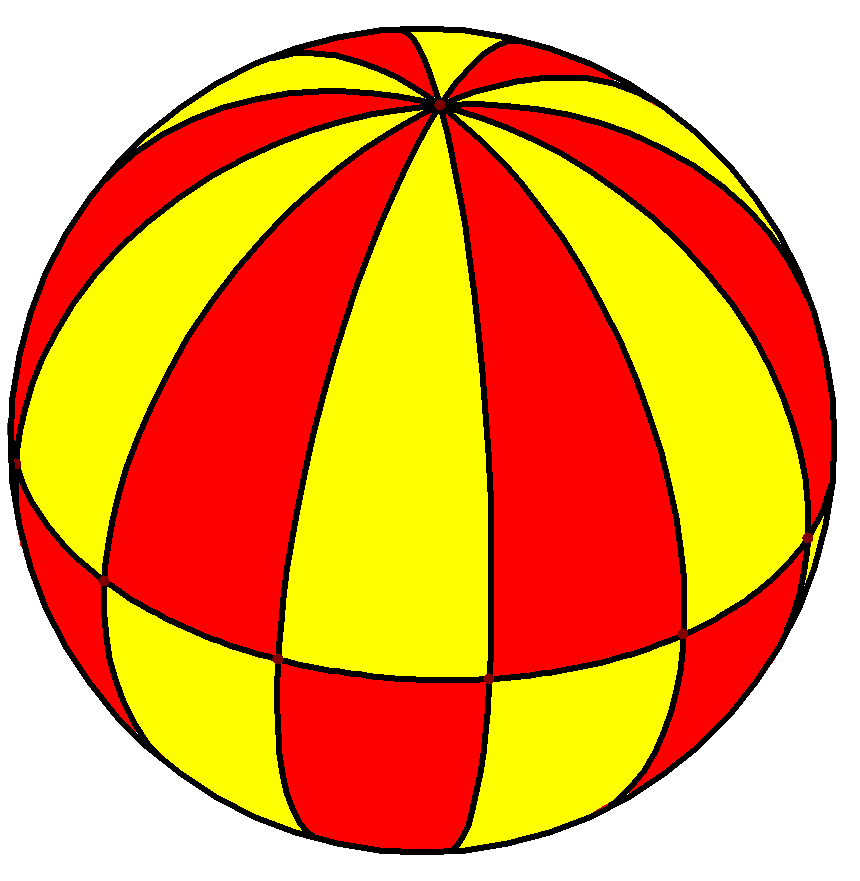
(2,2,6)-삼각군
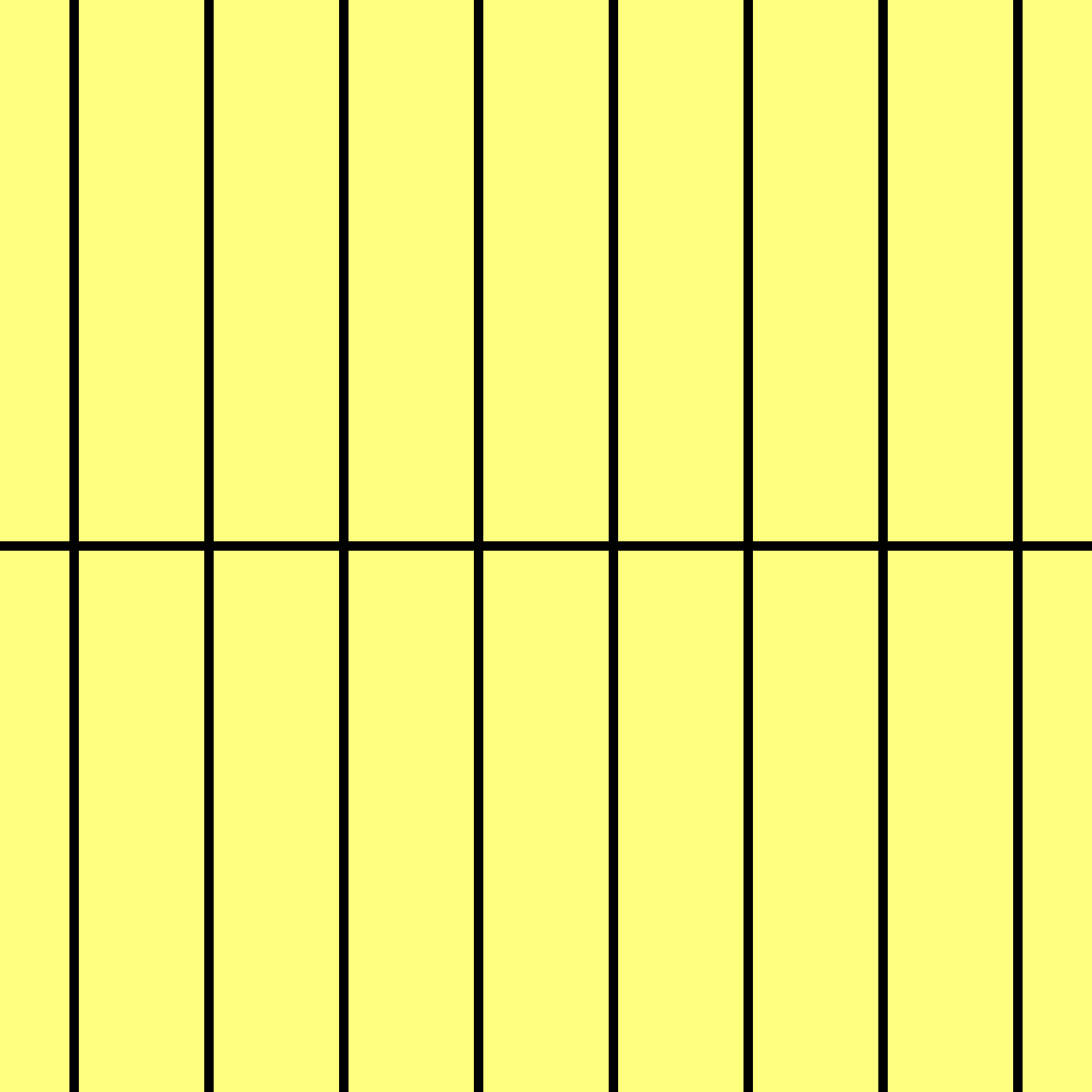
(2,2,∞)-삼각군

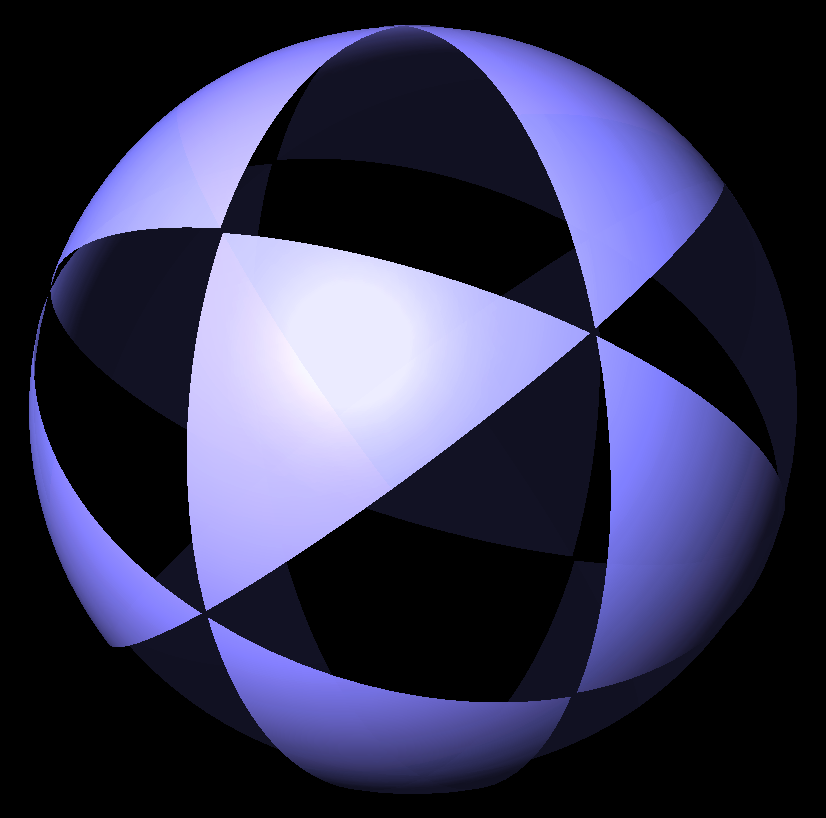
(2,3,3)-삼각군
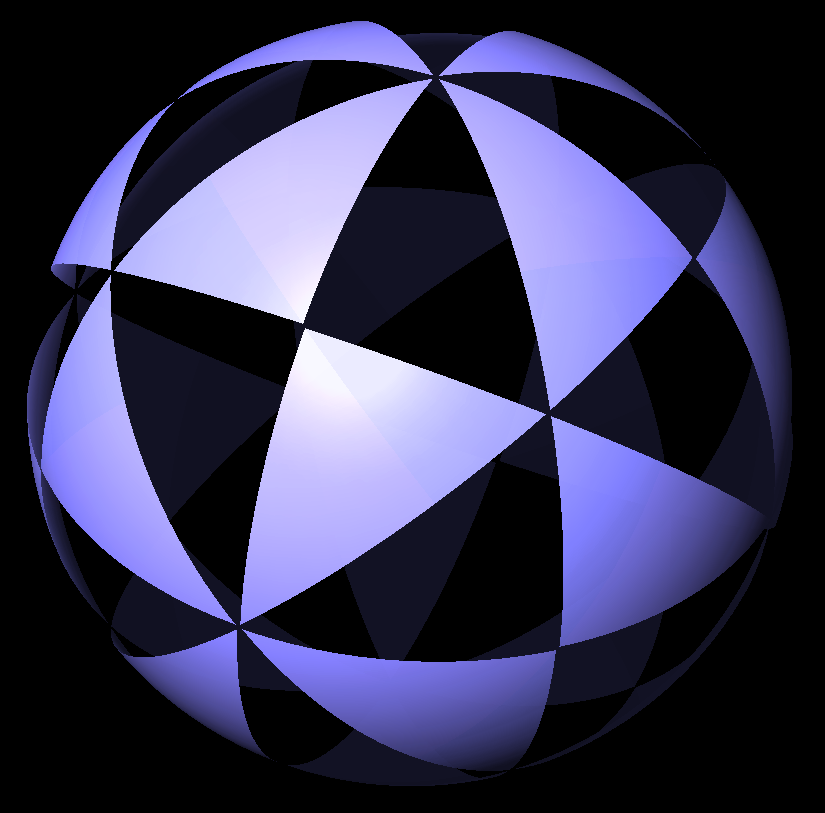
(2,3,4)-삼각군
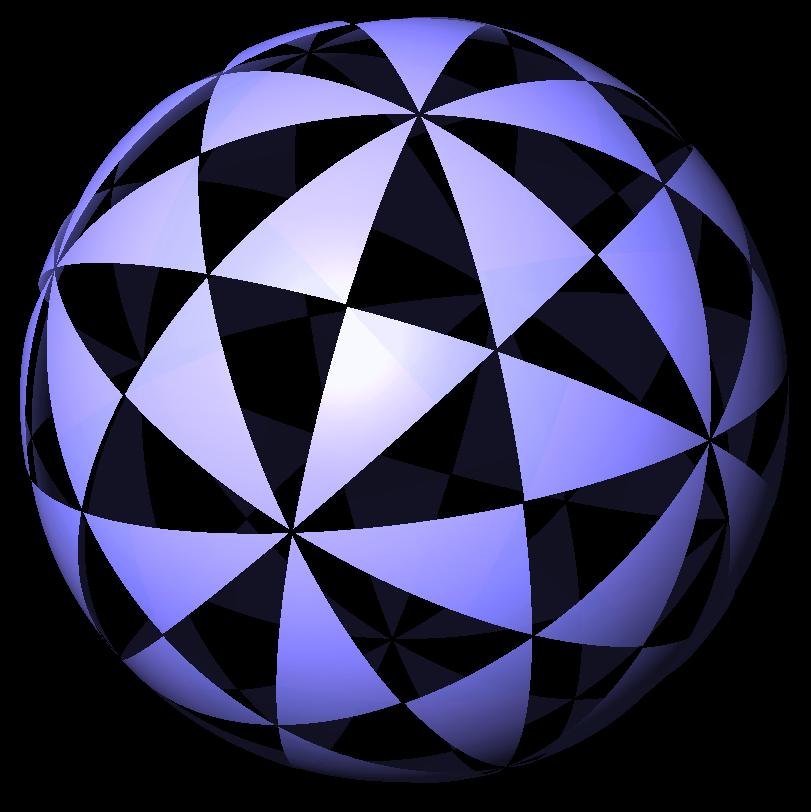
(2,3,5)-삼각군

유클리드 삼각군, 즉 {\displaystyle 1/l+1/m+1/n=1}인 경우의 목록은 다음과 같다.
- {\displaystyle (2,3,6)}. 이는 평면의 정육각형을 통한 테셀레이션에 대응한다.
- {\displaystyle (2,4,4)}. 이는 평면의 정사각형을 통한 테셀레이션에 대응한다.
- {\displaystyle (3,3,3)}. 이는 평면의 정삼각형을 통한 테셀레이션에 대응한다.

(2,3,6)-삼각군에 대응하는 테셀레이션
(2,4,4)-삼각군에 대응하는 테셀레이션
(3,3,3)-삼각군에 대응하는 테셀레이션

위 목록에 속하지 않은 것들은 모두 쌍곡 삼각군이다. 즉, 그 목록은 다음과 같다.
- {\displaystyle (2,3,n)}, {\displaystyle n=7,8,9,\dotsc }
- {\displaystyle (2,4,n)}, {\displaystyle n=5,6,7,\dotsc }
- {\displaystyle (3,3,n)}, {\displaystyle n=4,5,6,\dotsc }
- {\displaystyle (3,m,n)}, {\displaystyle 4\leq m\leq n}
- {\displaystyle (l,m,n)}, {\displaystyle 4\leq l\leq m\leq n}

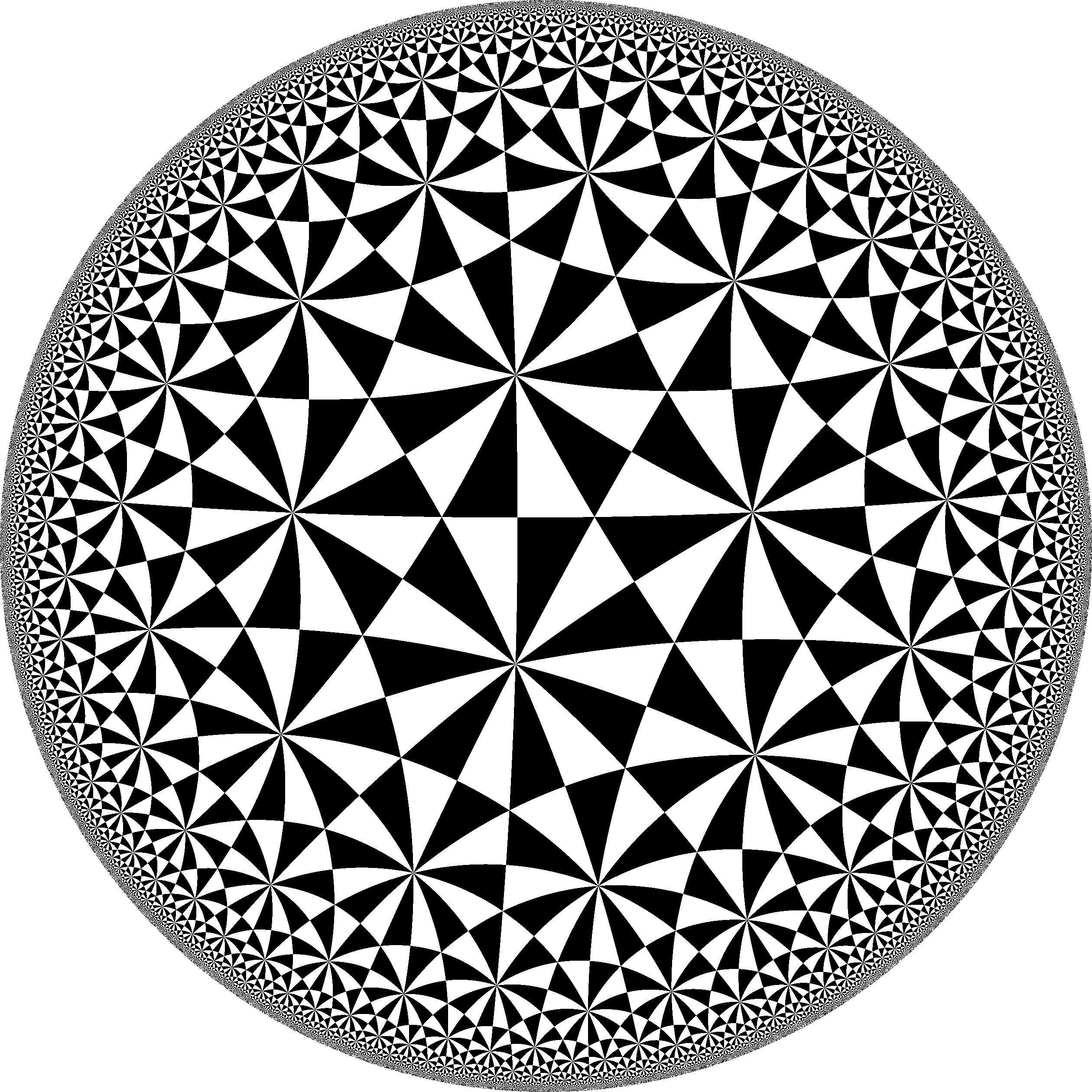
(2,3,7)-삼각군
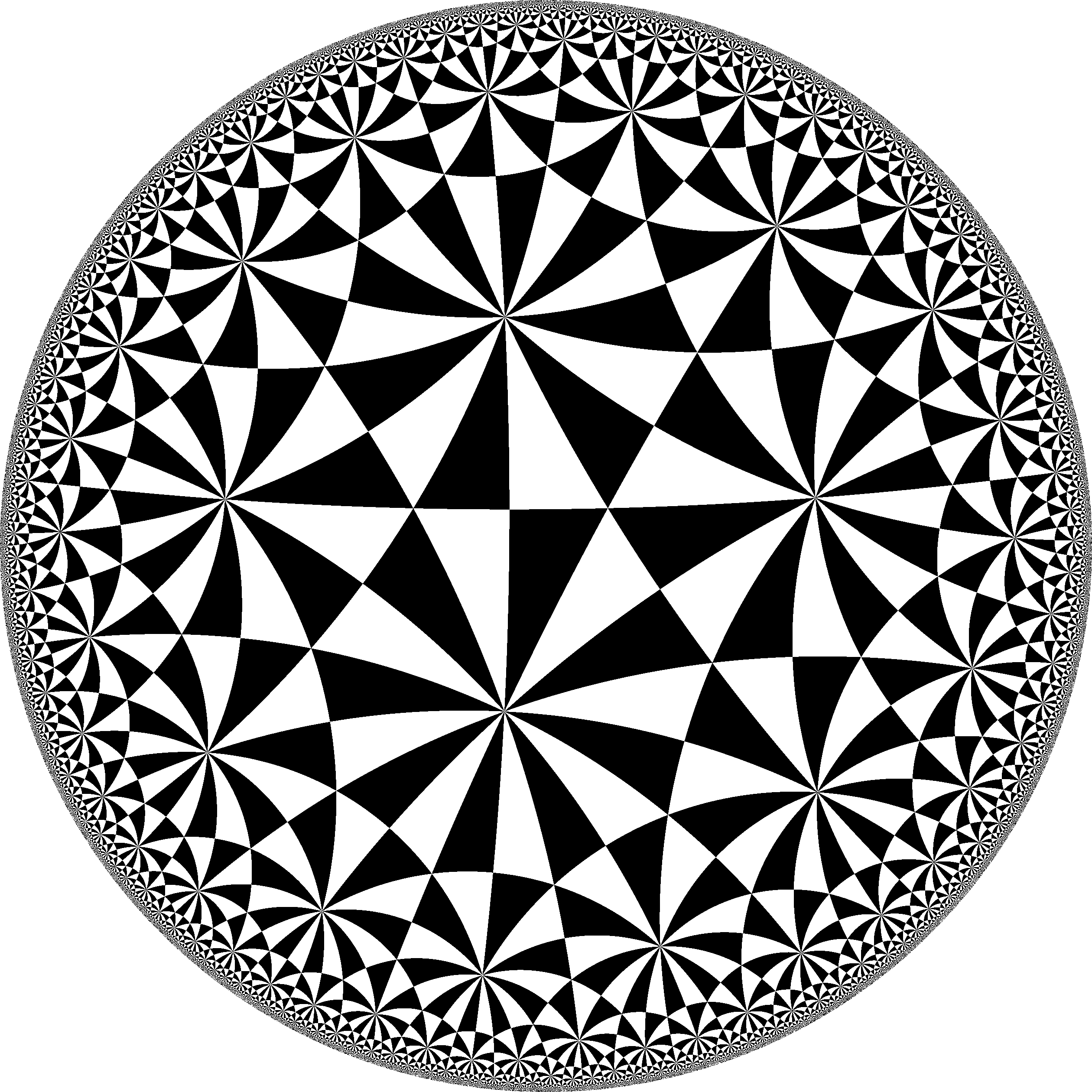
(2,3,8)-삼각군
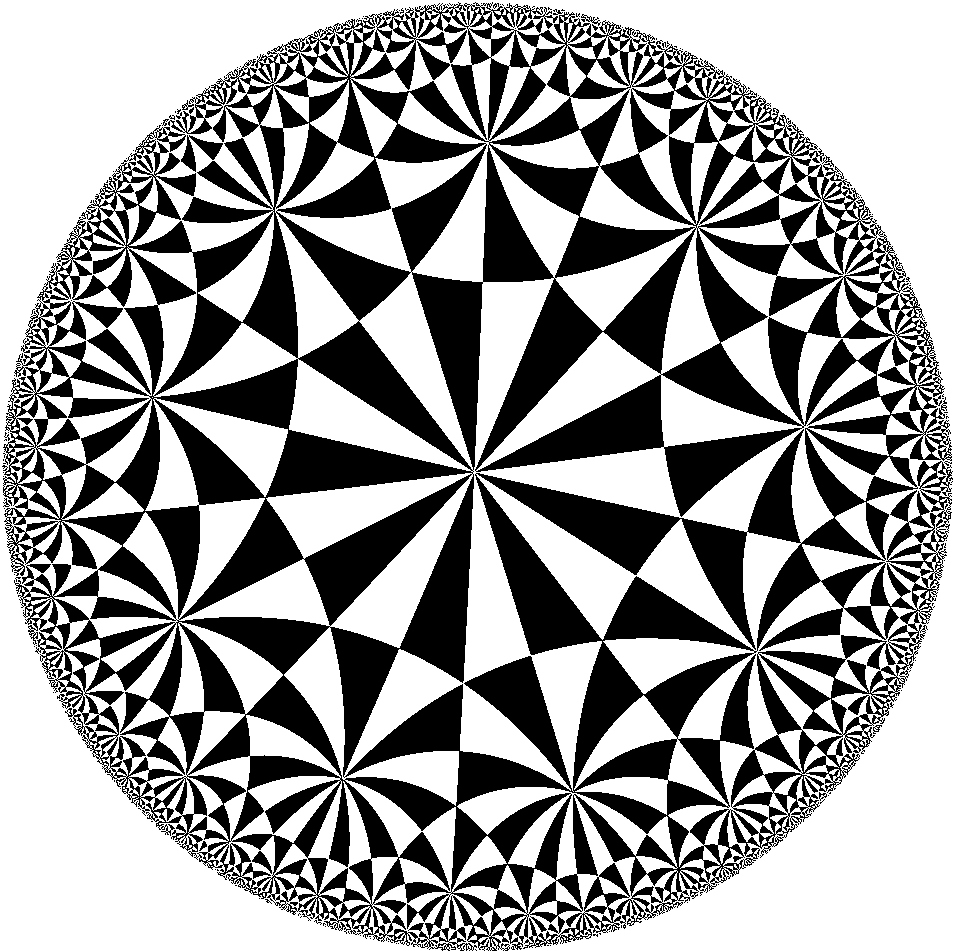
(2,3,9)-삼각군
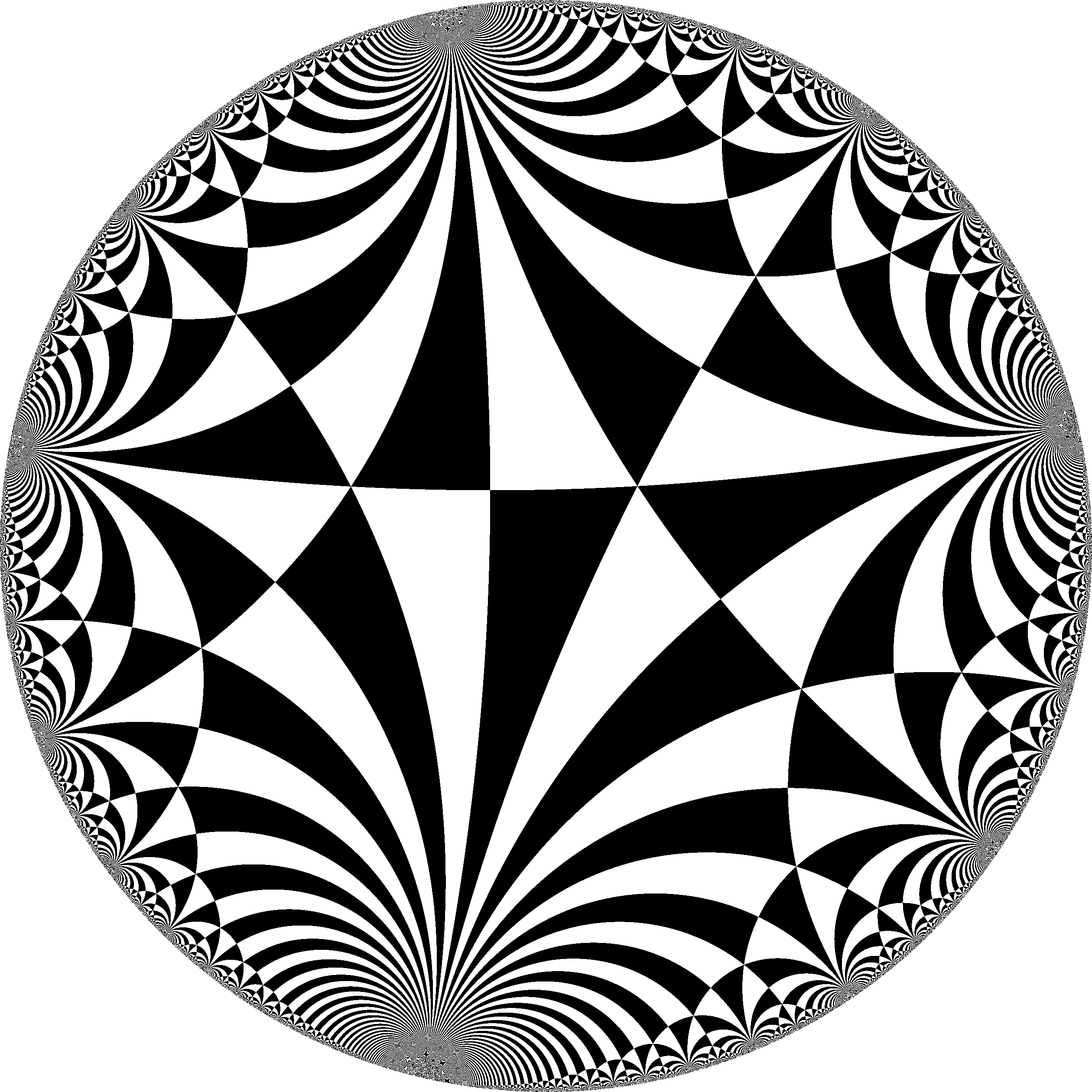
(2,3,∞)-삼각군

- (2,4,5)-삼각군
- (2,4,6)-삼각군
- (2,4,7)-삼각군
- (2,4,8)-삼각군
- (2,4,∞)-삼각군

- (2,5,5)-삼각군
- (2,5,6)-삼각군
- (2,5,7)-삼각군

- (3,3,4)-삼각군
- (3,3,5)-삼각군
- (3,3,6)-삼각군
- (3,3,7)-삼각군
- (3,3,∞)-삼각군

- (3,4,4)-삼각군
- (3,6,6)-삼각군
- (6,6,6)-삼각군
- (∞,∞,∞)-삼각군

## 예
(2,3,7)-폰 뒤크 군은 클라인 4차 곡선의 이론에서 등장한다.
모듈러 군
{\displaystyle \langle S,T|S^{2}=(ST)^{3}=1\rangle }
은 (2,3,∞)-폰 뒤크 군이다.

## 역사
1856년에 이미 윌리엄 로언 해밀턴이 정이십면체의 대칭군이 폰 뒤크 군 {\displaystyle \operatorname {D} (2,3,5)}임을 증명하였으며, 이 군을 “정이십면체 산법”(영어: icosian calculus 아이코시언 캘큘러스[*])이라고 불렀다. 이 논문에서 해밀턴은 다음과 같이 적었다.
| “ | 나는 최근 비가환 1의 거듭제곱근의 새로운 체계 — 또는 체계들의 족(族) —를 발견하였다. 이는 사원수[…]와 어떤 면에서는 유사하지만, 전혀 다르다. 또한, 이들은 사원수보다도 더 쉽게 기하학적인 해석을 갖는다. 이 새 족 가운데 현재 가장 흥미롭다고 생각되는 것은 다음과 같은 관계를 따르는 세 개의 기호 {\displaystyle \iota }, {\displaystyle \kappa }, {\displaystyle \lambda }로 구성된다. {\displaystyle \left.{{\textstyle \iota ^{2}=1,\qquad \kappa ^{3}=1,\qquad \lambda ^{5}=1,} \atop {\textstyle \lambda =\iota \kappa ;}}\right\}\qquad .\qquad .\qquad .\qquad .\qquad \mathrm {(A)} } 여기서 {\displaystyle \iota \kappa }는 {\displaystyle \kappa \iota }와 다르다 […]. I have lately been led to the conception of a new system, or rather family of systems, of non-commutative roots of unity, which are entirely distinct from […] the quaternions, though having some general analogy thereto; and which admit, even more easily than the quaternion symbols do, of geometrical interpretation. In the system which seems at present to be the most interesting one, among those included in this new family, I assume three symbols, {\displaystyle \iota }, {\displaystyle \kappa }, {\displaystyle \lambda }, such that {\displaystyle \left.{{\textstyle \iota ^{2}=1,\qquad \kappa ^{3}=1,\qquad \lambda ^{5}=1,} \atop {\textstyle \lambda =\iota \kappa ;}}\right\}\qquad .\qquad .\qquad .\qquad .\qquad \mathrm {(A)} } where {\displaystyle \iota \kappa } must be distinguished from {\displaystyle \kappa \iota } […]. | ” |
|   | — :446 |   |

“폰 뒤크 군”이라는 용어는 독일의 수학자 발터 프란츠 안톤 폰 뒤크(독일어: Walther Franz Anton von Dyck, 1856~1934)의 이름을 딴 것이다.